# Bromus bromoideus
Brómus bromoídeus (лат.) — вид однодольных растений рода Костёр (Bromus) семейства Злаки (Poaceae). Растение впервые описано в 1824 году бельгийским ботаником Александром Луи Симоном Леженом.

## Ботаническое описание
Однолетнее растение.
Стебель прямостоячий, 60—130 см высотой.
Соцветие — метёлка, 18—20 см длиной. Колоски одиночные.
Плод — зерновка.

## Распространение, охранный статус
Вид был широко распространён главным образом на юго-востоке Бельгии, а также в Люксембурге и во Франции. Мог встречаться также как заносной вид на западе Германии, в Нидерландах и Великобритании. Встречался исключительно в посевах полбы, вместе с которой ежегодно высевался.
Изменение сельскохозяйственной практики и активное использование гербицидов привело к почти полному исчезновению Bromus bromoideus. Сейчас вид больше не встречается в дикой природе (согласно данным Международного союза охраны природы), и в настоящее время растение произрастает в ботанических садах Льежа (Бельгия) и Бреста (Франция).
Защищается на национальном уровне во Франции. Включён в список Бернской конвенции об охране дикой фауны и флоры и природных сред обитания.

## Ботаническая систематика

### Синонимы
Синонимичные названия таксона:
- Bromus grossus f. arduennensis (Rchb.) Tournay
- Bromus multiflorus var. arduennensis Rchb.
- Bromus triaristatus Loisel.
- Bromus velutinus var. triaristatus (Loisel.) Mutel
- Calotheca bromoidea Lej.
- Libertia arundinacea Roth
- Michelaria bromoidea (Lej.) Dumort.